# Los Olimareños
Los Olimareños foi um grupo musical de música popular uruguaia formado em 1962, seus integrantes foram: Pepe Guerra e Bráulio López. O nome do conjunto decorre do fato de sido formado por moradores da cidade de Treinta y Tres (Uruguai), nas margens do Rio Olimar. O grupo encerrou suas atividades em 1990. Após a separação, seus integrantes continuaram a atuar como músicos em carreiras solo nas quais, cada um deles, lançou oito discos.

## Biografia
Em 1964, fizeram apresentações na Argentina, durante seis meses, em parceria com Jorge Cafrune.
Sua atuação foi proibida no Uruguai antes do golpe militar de junho de 1973, circunstância que os fez mudar para a Argentina.
Entre 1972 e 1976, residiram em Buenos Aires, onde gravaram cinco discos que reúnem o melhor de seu repertório, dentre essas canções se destacam: "A mi gente", "¿No lo conoce a Juan?", "Angelitos negros", "Junto al Jagüey" e "La niña de Guatemala".
Em março 1976, houve o golpe militar na Argentina, que levou Bráulio à prisão. Depois de passar por vários locais de detenção, em março de 1977, os militares permitiram Bráulio deixasse o país, que embarcou para a Espanha.
A justificativa apresentada pelos militares para manter Bráulio preso, foi a de divulgar canções de protesto, como: "Los Dos Gallos", "Cielo de 1969" e "Hasta siempre".
Em maio de 1984, retornaram ao Uruguai, por ocasião do restabelecimento da democracia, e se apresentaram no "Estádio Centenário", que ficou totalmente lotado.
Durante a carreira, lançaram 44 discos. Aproximadamente metade desses lançamentos foi no Uruguai e a outra metade na Argentina, México, Espanha, Costa Rica, Venezuela e Equador.
Gravaram canções de amor e com temas sociais e políticos com diversos ritmos do folclore latinoamericano  .